# Frasnes-lez-Couvin
Frasnes-lez-Couvin (wa. Fråne-dilé-Couvén) – dzielnica (section) miasta Couvin w Belgii, w Regionie Walońskim, w prowincji Namur, w okręgu Philippeville. 1 stycznia 2020 roku liczyła 1254 mieszkańców. Do 31 grudnia 1976 r. samodzielna gmina. 

## Demografia
Liczba mieszkańców, stan na 1 stycznia:
| Rok                | 1930 | 1947 | 1961 | 2020 |
| ------------------ | ---- | ---- | ---- | ---- |
| Liczba mieszkańców | 994  | 1025 | 1079 | 1254 |